# Sambalpur
Sambalpur är en stad i den indiska delstaten Odisha och är centralort i ett distrikt med samma namn. Folkmängden uppgick till 184 000 invånare vid folkräkningen 2011, med förorter 266 271 invånare. Traditionellt har där handlats diamanter och siden och den är känd för sina rika traditioner. Staden ligger vid floden Mahanadi. Sambalpur beskrevs av den franske handelsmannen Jean-Baptiste Tavernier (1605 – 1689) i hans avhandling Six Voyages en Turquie, en Perse et aux Indes (1676–77). I staden finns flera tempel.